# Mona Zarreh Hoshyari Khah
Mona Zarreh Hoshyari Khah (* 1997 in Hamburg) ist eine deutsche Schauspielerin.

## Leben und Karriere
Mona Zarreh Hoshyari Khah, die unter anderem fließend Persisch spricht, sammelte erste Schauspielerfahrungen in Jugendclubs und Theaterproduktionen. In ihrer Geburtsstadt Hamburg war sie unter anderem in Projekten am Deutschen Schauspielhaus, am Ernst-Deutsch-Theater und an der Hochschule für Musik und Theater Hamburg zu sehen. Am Thalia Theater gehörte sie als Ensemblemitglied zum Jugendchor von Jette Steckels Inszenierung von Romeo und Julia.
Ab 2020 begann Khah ein Schauspielstudium an der Hochschule für Musik, Theater und Medien Hannover (HMTMH), das sie im Jahr 2025 abschließen wird. Seit der Spielzeit 2022/23 tritt ist sie als Gast am Niedersächsischen Staatstheater in Erscheinung. Während ihrer Ausbildung fiel Khah dort der lokalen Theaterkritik erstmals 2023 im Klassenzimmerstück Als die Bäume streikten und in der Hauptrolle der Prinzessin Rose im Familienstück Hex. Dornröschen im Feenwald am Schauspiel Hannover auf. Auch gehörte sie zum Ensemble von Stephan Hintzes Projekt Das Feld, das im selben Jahr einen Preis beim Bundeswettbewerb deutschsprachiger Schauspielstudierender gewann.
Ihr Spielfilmdebüt gab Khah in Burhan Qurbanis Kinofilm Kein Tier. So Wild. (2025). In dem in Berlin-Neukölln angesiedelten Krimidrama, frei nach Motiven des Shakespeare-Stücks Richard III. inszeniert, übernahm sie den Part der jungen Witwe Ghanima Lancaster, die zur Geliebten von Hauptdarstellerin Kenda Hmeidan wird. Die Weltpremiere des Films erfolgte im Rahmen der 75. Berlinale.

## Theaterstücke (Auswahl)
- 2022: Damon oder die wahre Freundschaft  – Regie: Sophie Glaser (HfMT Hamburg) – Rolle: B/die Witwe
- 2022: Das Feld – Regie: Stephan Hintze (Studiotheater Expo-Plaza)
- 2022: Als die Bäume streikten – Regie: Ruth Langenberg (Staatstheater Hannover) – Rolle: Hannah, Politiker
- 2023: Hex. Dornröschen im Feenwald – Regie: Katharina Birch (Staatstheater Hannover) – Rolle: Rose (Dornröschen)
- 2024: Leonce und Lena – Regie: Charlotte Sprenger (Staatstheater Kassel) – Rolle: Rosettas